# Gourock
Gourock (Guireag en gaélique (gd)) est une ville d'Écosse, située dans le council area d'Inverclyde et dans la région de lieutenance du Renfrewshire. Après avoir été un burgh dans l'ancien comté de Renfrew, elle est devenue une station balnéaire sur le Firth of Clyde ainsi qu'une banlieue pour la ville plus dynamique de Greenock.

## Personnalités
- Iain Banks, écrivain, y a vécu.
- Charlie Barr, navigateur, y est né.